# .kn
.knは国別コードトップレベルドメイン（ccTLD）の一つで、セントクリストファー・ネイビスに割り当てられている。プエルトリコ大学が運営する。
近年、.knは世界中からの登録を受け付けるようになった。登録料は2年間で225ドルである。

## 第二レベルドメイン
第二レベルに直接登録することができるが、以下の第二レベルドメインの下の第三レベルとしても登録できる。
- NET.KN: ネットワーク（制限なし）
- ORG.KN: 組織（制限なし）
- EDU.KN: 教育機関
- GOV.KN: 政府機関